# Malikwad, Chikodi
Malikwad là một làng thuộc tehsil Chikodi, huyện Belgaum, bang Karnataka, Ấn Độ.